# Крпеж, Катарина
Катарина Крпеж-Шлезак (серб. Катарина Крпеж-Шлезак / Katarina Krpež; род. 2 мая 1988 года, Сомбор, СФРЮ) — сербская гандболистка, правый полусредний и правый крайний румынского клуба «Крайова» и женской сборной Сербии. Чемпионка Средиземноморских игр 2013 года, серебряный призёр чемпионата мира 2013 года. В составе сборной Сербии провела более 100 матчей и забросила более 300 мячей.
В 2017 году получила венгерское гражданство, продолжив выступления за сборную Сербии.
Лучший бомбардир чемпионата Европы 2018 года (50 голов).

## Достижения

### Клубные
- Чемпионка Сербии: 2011
- Победительница Кубка Сербии: 2011
- Чемпионка Македонии: 2012
- Победительница Кубка Македонии: 2012
- Чемпионка Словении: 2013
- Победительница Кубка Словении: 2013

### В сборной
- Чемпионка Средиземноморских игр 2013
- Серебряный призёр чемпионата мира 2013